# Франконский Лес
Франконский Лес (нем. Frankenwald) — горный массив между Фихтелем и Тюрингенским Лесом, тянется на протяжении 50 км, образуя покрытое хвойным лесом волнообразное плато шириной 40—50 км, средней высотой 600 м. Главные вершины — Шварценбах (794 м), Кульм при Лихтенберге (737 м) и Вецштейн при Легштейне (785 м).
Франконский Лес — природный заповедник с 52 000 га леса. Его называют «зелёной короной Баварии».